# 卡爾王子 (黑森-卡塞爾)
黑森-卡塞爾的卡爾王子（德語：Karl von Hessen-Kassel；1744年12月19日—1836年8月17日），黑森-卡塞爾伯爵腓特烈二世的第三子。

## 家庭
1766年，卡爾與丹麥國王克里斯蒂安七世的妹妹路易絲公主結婚，兩人共有3子3女：
- 瑪麗（1767年—1852年），丹麥和挪威王后
- 威廉（1769年—1772年），夭折
- 腓特烈（英语：Prince Frederik of Hesse）（1771年—1845年）
- 朱麗安妮（德语：Juliane zu Hessen-Kassel）（1773年—1860年）
- 克里斯蒂安（英语：Prince Christian of Hesse）（1776年—1814年）
- 路易絲·卡羅琳公主（1789年—1867年），什勒斯維希-霍爾斯坦-索恩德堡-格呂克斯堡公爵夫人，克里斯蒂安九世的母親。

## 事業
卡爾曾先後被丹麥政府任命為什勒斯維希公國和霍爾斯坦公國的執政、挪威軍隊指揮官、陸軍元帥。巴伐利亞王位繼承戰爭期間，他加入腓特烈大帝髳下的志願軍。
俄瑞戰爭期間，卡爾率領挪威軍入侵瑞典。然而在撤退時，因飢餓、疾病、衛生條件不佳等因素而喪失了兩千多名士兵。卡爾因此受到強烈批評，且造成了丹麥民眾的反感。
卡爾於1836年去世，享年91歲。